# Agustín de Betancourt
 Agustín de Betancourt i Molina  (Puerto de la Cruz, Tenerife, Espanya, 1758 - Sant Petersburg, Imperi Rus, 1824) va ser un dels enginyers més prestigiosos d'Europa.

## Orígens
Era fill d'Agustín de Betancourt i Castro, assidu participant en la Tertulia de Nava i membre fundador de la Sociedad economica de La Laguna. Precisament en la recent creada Societat va presentar a 1778 seu primer disseny, una màquina epicilíndrica per entorxar seda, realitzada en col·laboració amb els seus germans José de Betancourt y Castro i María de Betancourt y Molina, de la qual sembla havia sorgit la idea. Maria de Betancourt presentaria també a la Sociedad Economica de la Laguna una "Memoria de sobre la forma de obtener el color carmesí", molt probablement la primera memòria científica signada per una dona en Canàries.
El 1778 va marxar a Madrid a estudiar en els Reials Estudis de Sant Isidre i, com Clavijo i Fajardo, ja no va tornar a les illes. Els seus primers encàrrecs per a la Corona, el 1783, són la inspecció del Canal Imperial d'Aragó i l'estudi de les mines d'Almadén, redactant tres memòries detallades sobre el seu estat, aquest mateix any i davant la Cort Reial, per primera vegada a Espanya, va fer elevar un Globus aerostàtic.

## Viatges a França i Anglaterra
El 1784 va viatjar a París a la prestigiosa École Nationale des Ponts et Chaussées (‘Escola nacional de ponts i carreteres’). A partir de 1785 va realitzar mantes investigacions tècniques (Memoria sobre la purificación del carbón de piedra y modo de aprovechar las materias que contiene, ‘Memòria sobre la purificació de la hulla i la manera d'aprofitar les matèries que conté’ entre altres) I va començar a fer estudis sobre hidràulica i mecànica; i dissenyar i adquirir màquines per encàrrec de Floridablanca amb vistes a la futura creació a Madrid d'un Gabinet de Màquines.
A la tardor de 1788 va realitzar el seu primer viatge a Anglaterra, on va romandre dos mesos observant màquines, a mig camí entre la recerca científica i l'espionatge industrial. Entre altres llocs, va visitar l'empresa de Matthew Boulton i James Watt, que el 1782 havien patentat la màquina de doble efecte, però no va aconseguir veure la nova màquina perfeccionada en què estaven treballant. Tanmateix, a Londres va observar una màquina de doble efecte funcionant en una fàbrica de farines i un nou model de teler mecànic (probablement el de Cartwright). En tornar a París, el 1789 va escriure per l'Acadèmia de Ciències de París Mémoire sur une machine à vapeur à double effet  (‘Memòria sobre una Màquina de vapor de doble efecte’) i alhora, va dissenyar una bomba que es va instal·lar a nova fàbrica de farines dels germans Périer.
Poc després, va dissenyar un model de teler mecànic. El mateix any va construir una màquina eòlica per desguassar terrenys pantanosos, que va incorporar juntament amb el teler, a la col·lecció de màquines amb destinació al futur Gabinet. També es va encarregar del disseny o l'adquisició dels instruments per a l'expedició Malaspina. El 1790 va presentar a l'Acadèmia de Ciències de París la Memòria sobre la força expansiva del vapor d'aigua (potser no és casual que en aquestes mateixes dates Watt escrivís a Boulton aconsellant desconfiar dels visitants estrangers). L'any següent, 1791, va escriure un estudi sobre la manera de fondre i barrinar canons de ferro (la "Descripció del Reial establiment de Yndrid on es fonen i barrinen els canons de ferro per a la Marina Reial Francesa", en la qual proposa millores als mètodes empleats) i la "Memòria sobre la draga mecànica", va intentar de construir-ne una a Espanya, i que va construir finalment a Kronstadt el 1812. Davant el caire revolucionari que va començar a prendre la situació a França, va tornar a Madrid amb tota la col·lecció de màquines.

## Nomenament a Madrid
A 1792 es va inaugurar el Reial Gabinet de Màquines, del qual va ser nomenat director, i es va fer públic el primer catàleg de models, plans i manuscrits del gabinet que incloïa 270 màquines, 358 plans i més de cent memòries amb 92 gràfics, tots els quals havia recollit o dissenyat durant la seva estada a París, en col·laboració amb Juan López Peñalver. El 1793 va viatjar a Anglaterra on va romandre tres anys investigant sobre la teoria de les màquines de vapor i on va presentar el 1795 el disseny d'una màquina de tallar herba en rius i canals.
El 1796, davant la ruptura de relacions entre Espanya i Anglaterra a conseqüència de la signatura del tractat de Sant Ildefons entre França i Espanya, va viatjar a París. Junts amb Breguet, hi va presentar al Directori el prototip i els plans d'un telègraf òptic (la "Memòria sobre un nou telègraf i algunes idees sobre la llengua telegràfica"), en el que venien treballant des de 1787, i va començar la polèmica amb Claude Chappe sobre els avantatges i inconvenients del telègraf de Breguet i Betancourt, polèmica que no es resoldrà fins al definitiu informe favorable de l'Acadèmia de Ciències en 1796. El 1797 va patentar amb Périer una premsa hidràulica per a ús industrial i la va incorporar al Gabinet de Màquines (com en el cas de la màquina de doble efecte i el teler mecànic, aquesta premsa era molt semblant a una altra inventada per Bramah que Betancourt havia vist a Anglaterra).
Aquest mateix any va tornar a Espanya, on va ser nomenat Inspector General de Ports i Camins. El 1799 va inaugurar la primera línia espanyola de telegrafia òptica entre Madrid i Aranjuez, encara que tenia el projecte de continuar fins a Cadis, la línia Madrid-Aranjuez era composta per quatre llocs telegràfics: Palau del Buen Retiro, ermita dels Àngels (Getafe), turó Espartinas (Valdemoro) i monte Parnaso d'Aranjuez. Hi ha diversos testimonis escrits de l'època sobre aquests telègrafs òptics dels que no han quedat altres rastres (Salvá, Bourgoing, Pictet-Mallet, Moratín, Wilhem von Humboldlt...). A Aranjuez es conserven dos testimonis importants sobre la muntanya Parnàs (de Juan Antonio Álvarez de Quindós, el 1804, i de Cándido López i Malta, el 1869).

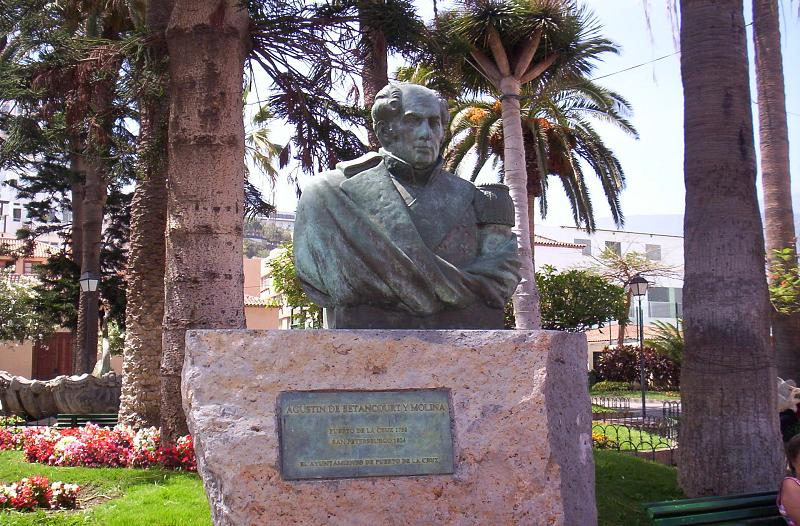
Estàtua de Betancourt al Puerto de la Cruz

El 1802 va aconseguir que es creés l'Escola Oficial del Cos d'Enginyers de Camins, de la qual va ser el primer director i el 1803 va començar a escriure amb Lanz l'"Assaig sobre la composició de les màquines", que es publicaria a París el 1808 convertint-se en un llibre de text de gran difusió a tot Europa. El 1807, Betancourt va ser nomenat corresponsal de l'Acadèmia de Ciències de París (irònicament, també J. Watt va ser nomenat corresponsal en aquesta mateixa sessió). Poc després va abandonar definitivament Espanya, traslladant-se a París on va presentar a l'Acadèmia de Ciències la seva "Memòria sobre un nou sistema de navegació interior", en la qual va descriure una resclosa d'èmbol que havia inventat el 1801, i va inventar amb Breguet el termòmetre metàl·lic.

## Època russa
A final de 1807 va viatjar a Sant Petersburg convidat pel tsar Alexandre I de Rússia i hi va romandre sis mesos. Després de tornar a París per presentar l'"Assaig" (amb Lanz), va tornar a Rússia on va romandre fins a la seva mort al servei d'Alexandre I.
Nomenat mariscal de l'exèrcit rus, va quedar adscrit al Consell Assessor del Departament de Vies de Comunicació. Posteriorment va ser nomenat Inspector de l'Institut del Cos d'Enginyers i, el 1819, Director del Departament de Vies de Comunicació. Al llarg dels setze anys de la seva estada a Rússia va alternar la direcció acadèmica de l'Institut d'Enginyers amb nombroses obres públiques, com el pont sobre el Nevka, la modernització de la fàbrica d'armes de Tula o la fàbrica de canons de Kazan, la draga de Kronstadt, les estructures per a la Catedral de Sant Isaac o la Columna d'Alexandre I, el canal Betancourt de Sant Petersburg, la fira de Nijni Novgorod, la fàbrica de paper moneda (aquestes dues darreres executades per l'enginyer mallorquí Rafel Bauçà), el picador de Moscou, la navegació a vapor al riu Volga, sistemes d'abastament d'aigües, ferrocarrils, etc. A partir de 1822 va començar a tenir problemes amb el tsar i va ser substituït en la direcció de l'Institut, i en va ser relegat fins a la seva mort el 1824.

## Altres
El 2008 es va emetre a Rússia un segell commemoratiu celebrant els 250 anys del seu naixement.